# Homeworld 3
Homeworld 3 (с англ. — «Родной мир 3») — компьютерная игра в жанре стратегия в реальном времени, вышедшая 13 мая 2024 года. Игрокам, сделавшим пожертвование Blackbird Interactive на платформе Fig или купившим издание Fleet Command Edition, был предоставлен ранний доступ 10 мая 2024 года.

## Игровой процесс
Homeworld 3 напоминает двух своих предшественниц, являясь стратегией в реальном времени в трёхмерном космическом окружении. По информации, предоставленной разработчиками в ответ на запросы партнёров, в игре будет расширенный режим кампании, что даст важную роль однопользовательской игре. Как и в предыдущих играх серии, процесс битвы будет построен вокруг эффективного использования трёхмерной баллистики. В игре 13 миссий. Новшеством в игре являются гигантские древние структуры, которые можно использовать для получения преимущества как в кампании, так и в многопользовательском режиме. Ранее подобные структуры присутствовали в Homeworld 2, но играли лишь декоративную роль. На структуры также можно устанавливать турели. 
В игре отсутствует механика повреждаемых модулей, которая была в Homeworld 2. Единственным нововведением в данном плане является увеличение наносимого врагу урона посредством атаки с кормы.
Есть «Военные игры» (War Games) — кооперативный PvE-режим, рассчитанный на 1—3 игроков, с постоянно растущим уровнем сложности.

## Сюжет
После победы над вэйграми и открытия древней сети гиперпространственных врат Предтечей в Галактике устанавливается мир («Эпоха С’джет»), но через десятилетия он оказывается под угрозой: малоизвестный регион на окраине Галактики, получивший название «Аномалия» (The Anomaly), начинает расширяться, выводя местные гипер-врата из строя; ни один корабль, зашедший в регион, не возвращается оттуда. Каран С’джет, Командующая флотом (Fleet Command) из первых двух частей, отправляется исследовать Аномалию на материнском корабле «Кхар-Саджуук» (Khar-Sajuuk), но вскоре вместе со своим Пятым флотом пропадает без вести, после чего Аномалия перестаёт расширяться.
20 лет спустя учёная Имоджен С’джет (Каран была её наставницей) становится Командующей нового материнского корабля «Кхар-Кушан» (Khar-Kushan), получившего три искусственно созданных гиперядра (Synth-Cores) (3 оригинальных ядра Предтеч были переставлены с «Саджуука» на борт пропавшего «Кхар-Саджуука»). После проверки всех систем на «Кхар-Кушан» приходит срочное сообщение от Командования Хиигары: нечто смогло превратить гиперпространство в оружие, из-за чего несколько планет было уничтожено в одновременной и молниеносной атаке. Аномалия вновь дала о себе знать.
«Кхар-Кушану» предписывается отправиться в систему NOCTUUA-27 — источник Аномалии, но по пути туда гиперврата дают сбой и корабль оказывается в другом конце Аномалии, повреждая 2 из 3 гиперядер в столкновении с остовами кораблей из погибшего Пятого флота. С одного из кораблей поднимают старое зашифрованное сообщение.
По пути к древнему предприятию Предтечей, способному отремонтировать ядра до полной работоспособности, «Кхар-Кушан» сталкивается с Воплощёнными (The Incarnate), подчиняющимися воле Королевы (The Queen) по имени Тиаа’Ма, которую последователи почитают как переродившуюся представительницу давно ушедшей расы Предтеч. Королева лично устанавливает контакт с Имоджен и предлагает девушке встать на её сторону вместо «слабой» Каран. Имоджен расшифровывает сообщение, которое оказывается адресовано ей от Каран: выясняется, что 20 лет назад она тоже столкнулась с Королевой. Узнав, что Тиаа’Ма ищет гиперядра Предтеч для подчинения всего гиперпространства своей воле, Каран приняла решение спрятать корабль вместе с ядрами.
С отремонтированными ядрами «Кхар-Кушан» отправляется на окраины Аномалии по координатам из сообщения и наконец обнаруживает «Кхар-Саджуук» вмёрзшим в лёд с единственной формой жизни на борту — едва живой Каран (все спасательные капсулы оказываются отстрелены, что может говорить о маловероятном, но возможном выживании экипажа). Часть экипажа «Кхар-Кушана» пересаживается на «Кхар-Саджуук», возвращая корабль в строй.
«Кхар-Кушан» один прибывает в систему NOCTUUA-27; Имоджен обманывает Королеву, заявляя ей, что якобы хочет присоединиться к ней. Это даёт героям возможность подойти максимально близко к Королеве — к её «храму», на деле являющимся её флагманом и гипервратами одновременно. В этот момент Имоджен призывает «Кхар-Саджуук», который доставляет три гиперядра в «храм». После активации ядер Каран забирает Тиаа’Ма с собой в «общее забвение», запирая себя, Королеву и «храм» в гиперпространстве и перегружая гипердвигатель «Кхар-Кушана». Так как гиперядер Предтеч больше нет в этом измерении, сеть гиперврат отключается…
«Кхар-Кушан» дрейфует на месте исчезнувшего «храма»: гиперврата и перегруженные искусственные гиперядра больше не функционируют и нет возможности связаться с Хиигарой для вызова помощи. Тем не менее, флот выражает готовность пойти за своей Командующей куда угодно, а сама Имоджен решает взять несколько дней и просто всё «обдумать»…

## Разработка
Запуск серии Homeworld прошёл в 1999 году. После выпуска Homeworld 2 в 2003 году права на франшизу были выкуплены THQ и дальнейшая разработка игр серии была приостановлена вплоть до 2013 года, когда права были выкуплены обратно студией Gearbox Software.
Анонс Homeworld 3 прошёл после выпуска Homeworld Remastered Collection и приквела Homeworld: Deserts of Kharak. Положительные оценки Remastered Collection от критиков и оставшейся части игрового сообщества (игравшего в сильно модифицированную версию оригинальных игр), равно как и хорошие показатели Deserts of Kharak убедили издателя разрешить разработчикам этих игр, студии Blackbird Interactive, разрабатывать новую игру в серии — прямое продолжение саги.
В конце 2019 года разработчики запустили краудфандинговую компанию, закончившуюся успешно и поставившую рекорд по среднему размеру пожертвования в истории платформы Fig. Помимо сбора средств, разработчики использовали Fig для исследования, какие элементы оригинальной трилогии были оценены больше всего и что требует особого внимания при разработке сиквела, опрашивая людей, сделавших пожертвования. Часть ключевых фигур из студии Relic Entertainment, разработавшей оригинал и ныне входящей в Blackbird Interactive, принимают участие в разработке сиквела, в частности, руководитель по дизайну Роб Каннингем и композитор Пол Раскей.
Изначально выпуск игры был назначен на четвёртый квартал 2022 года. В июне 2022 года разработчики сообщили что игра выйдет в первом полугодии 2023 года. По словам разработчиков игру перенесли «для того, чтобы добиться наилучшего качества Homeworld 3 и в погоне за ним не подорвать здоровье команды». В конце мая 2023 года разработчики сообщили о новой дате выхода игры — февраль 2024 года. В декабре 2023 года разработчики сообщили что игра выйдет 8 марта 2024 года.
В феврале 2024 года разработчики снова перенесли дату выхода игры на 13 мая 2024 года для исправления недочётов, выявленных игроками в демо-версии.
Роб Каннингем, генеральный директор Blackbird Interactive, заявил следующее:

Homeworld 3 — это игра, которая создавалась более 20 лет. Команда приложила все усилия, чтобы создать кинематографическую научно-фантастическую стратегию, которую заслужили наши терпеливые поклонники. Blackbird Interactive была рождена для создания этой игры, и мы не можем дождаться, когда она попадет в руки любителей научной фантастики и нового поколения ПК-геймеров в марте 2024 года.

Стив Гибсон, президент Gearbox Publishing, добавил:

Сообщество Homeworld ждало этого запуска фактически десятилетиями. Мы очень рады, что в марте этого года их ожидание будет вознаграждено: игроки смогут управлять Материнским кораблем и продолжить свои приключения. Мы благодарны BBI за их невероятную работу, а игрокам — за то, что они общались с нами и в итоге доверили нам наследие Homeworld. Надеемся, они считают, что мы сделали все по справедливости.

## Оценки
| Русскоязычные издания | Русскоязычные издания |
| Издание               | Оценка                |
| --------------------- | --------------------- |
| StopGame.ru           | Проходняк             |

Критики положительно оценили игру, средний балл на Metacritic составляет 75 из 100 на основе 45 рецензий. Тем не менее, игра подверглась ревью-бомбингу от игроков, которые недовольны её оптимизацией, искусственным интеллектом и невыразительной сюжетной линией.